# Gibocercus (Gibocercus) chaco
Gibocercus (Gibocercus) chaco is een insectensoort uit de familie Archembiidae, die tot de orde webspinners (Embioptera) behoort. De soort komt voor in Argentinië.
Gibocercus (Gibocercus) chaco is voor het eerst wetenschappelijk beschreven door Szumik in 1998.